# Labulla nepula
Labulla nepula là một loài nhện trong họ Linyphiidae.
Loài này thuộc chi Labulla. Labulla nepula được Benoy Krishna Tikader miêu tả năm 1970.